# Liste der Baudenkmale in Goslar - Am Heiligen Grabe
In der Liste der Baudenkmale in Goslar - Am Heiligen Grabe sind alle Baudenkmale in der Straße Am Heiligen Grabe der niedersächsischen Gemeinde Goslar aufgelistet. Die Quelle der Baudenkmale ist der Denkmalatlas Niedersachsen. Der Stand der Liste ist der 25. September 2022.

## Allgemein
In den Spalten befinden sich folgende Informationen:
- Lage: die Adresse des Baudenkmales und die geographischen Koordinaten. Kartenansicht, um Koordinaten zu setzen. In der Kartenansicht sind Baudenkmale ohne Koordinaten mit einem roten Marker dargestellt und können in der Karte gesetzt werden. Baudenkmale ohne Bild sind mit einem blauen Marker gekennzeichnet, Baudenkmale mit Bild mit einem grünen Marker.
- Bezeichnung: Bezeichnung des Baudenkmales
- Beschreibung: die Beschreibung des Baudenkmales. Unter § 3 Abs. 2 NDSchG werden Einzeldenkmale und unter § 3 Abs. 3 NDSchG Gruppen baulicher Anlagen und deren Bestandteile ausgewiesen.
- ID: die Objekt-ID des Baudenkmales
- Bild: ein Bild des Baudenkmales, ggf. zusätzlich mit einem Link zu weiteren Fotos des Baudenkmals im Medienarchiv Wikimedia Commons. Wenn man auf das Kamerasymbol klickt, können Fotos zu Baudenkmalen aus dieser Liste hochgeladen werden:

Zurück zur Hauptliste
| Lage                                             | Bezeichnung                              | Beschreibung | ID       | Bild |
| ------------------------------------------------ | ---------------------------------------- | ------------ | -------- | ---- |
| Am Heiligen Grabe 1 51° 54′ 35″ N, 10° 25′ 9″ O  | Wohnhaus                                 |              | 39680582 |      |
| Am Heiligen Grabe 1 51° 54′ 35″ N, 10° 25′ 9″ O  | Anbau                                    |              | 41132594 |      |
| Am Heiligen Grabe 1 51° 54′ 35″ N, 10° 25′ 9″ O  | Klosterkirche Zum Heiligen Grabe (Ruine) |              | 36545868 |      |
| Am Heiligen Grabe 2 51° 54′ 34″ N, 10° 25′ 7″ O  | Wohnhaus                                 |              | 39679624 |      |
| Am Heiligen Grabe 2 51° 54′ 34″ N, 10° 25′ 8″ O  | Vorgarten                                |              | 41132555 |      |
| Am Heiligen Grabe 3 51° 54′ 34″ N, 10° 25′ 6″ O  | Wohnhaus                                 |              | 39679597 |      |
| Am Heiligen Grabe 3 51° 54′ 34″ N, 10° 25′ 7″ O  | Vorgarten                                |              | 41132571 |      |
| Am Heiligen Grabe 3a 51° 54′ 34″ N, 10° 25′ 6″ O | Wohnhaus                                 |              | 36607838 |      |
| Am Heiligen Grabe 3a 51° 54′ 34″ N, 10° 25′ 6″ O | Vorgarten                                |              | 36609581 |      |
| Am Heiligen Grabe 3b 51° 54′ 34″ N, 10° 25′ 5″ O | Wohnhaus                                 |              | 36607868 |      |
| Am Heiligen Grabe 3b 51° 54′ 34″ N, 10° 25′ 5″ O | Vorgarten                                |              | 36609607 |      |
| Am Heiligen Grabe 4 51° 54′ 34″ N, 10° 25′ 4″ O  | Wohnhaus                                 |              | 39679560 |      |
| Am Heiligen Grabe 4 51° 54′ 34″ N, 10° 25′ 4″ O  | Vorgarten                                |              | 40789227 |      |
| Am Heiligen Grabe 5 51° 54′ 33″ N, 10° 25′ 4″ O  | Wohnhaus                                 |              | 39679744 |      |
| Am Heiligen Grabe 5 51° 54′ 33″ N, 10° 25′ 4″ O  | Vorgarten                                |              | 41165705 |      |
| Am Heiligen Grabe 6 51° 54′ 33″ N, 10° 25′ 5″ O  | Wohnhaus                                 |              | 39679766 |      |
| Am Heiligen Grabe 6 51° 54′ 33″ N, 10° 25′ 5″ O  | Vorgarten                                |              | 41165539 |      |
| Am Heiligen Grabe 7 51° 54′ 33″ N, 10° 25′ 6″ O  | Wohnhaus                                 |              | 36607898 |      |
| Am Heiligen Grabe 7 51° 54′ 33″ N, 10° 25′ 6″ O  | Vorgarten                                |              | 36609633 |      |
| Am Heiligen Grabe 8 51° 54′ 33″ N, 10° 25′ 7″ O  | Wohnhaus                                 |              | 39680158 |      |
| Am Heiligen Grabe 8 51° 54′ 34″ N, 10° 25′ 7″ O  | Vorgarten                                |              | 41165419 |      |
| Am Heiligen Grabe 8a 51° 54′ 33″ N, 10° 25′ 8″ O | Wohnhaus                                 |              | 41165216 |      |
| Am Heiligen Grabe 8a 51° 54′ 34″ N, 10° 25′ 7″ O | Vorgarten                                |              | 41165306 |      |
| Am Heiligen Grabe 9 51° 54′ 34″ N, 10° 25′ 8″ O  | Wohnhaus                                 |              | 39680234 |      |